# Sacudžintó
Sacudžintó (japonsky: 殺人刀) v překladu "meč beroucí život". Je termín označující filozofický princip v japonských bojových uměních, např. šermu iaidó, který pojednává o použití meče bez myšlení nebo bez disciplíny, jehož výsledkem je destruktivní počínání – braní života slabším, šíření zla a nakonec zničení lidskosti. Také nečinnost umožňující rozvíjet válku nebo jinou katastrofu je považováno za sacudžintó. Někdy je též používáno v psané formě jiného znaku pro meč 剣 . Celkově, pak termín se píše (japonsky: 殺人剣) a čte se jako sacudžinken, ale význam je obdobný. Je tak spíše děláno z důvodu zdůraznění protikladu filozofických principů sacudžintó a kacudžinken, které se často objevují pohromadě k pochopení jejich významu.
V japonských bojových uměních se studuje význam vztahu sacudžintó a kacudžinken, aby se adepti naučili rozpoznávat případné důsledky používání svých schopností a našli způsob, jak s nabytými schopnostmi nakládat.